# Saint-Jean-d'Assé
Saint-Jean-d'Assé é uma comuna francesa na região administrativa do País do Loire, no departamento de Sarthe. Estende-se por uma área de 21.29 km². Em 2010 a comuna tinha 1 788 habitantes (densidade: 84 hab./km²).